# Mocha (Einheit)
Mocha war eine abessinische Masseneinheit (Gewichtsmaß).
- 1 Mocha = 12  Derime/Derhem/Dirhem/Darhem[1] = 1/10 Rottel = 1 1/5 Wakih/Unzen = 1,868 Lot (30 Lot = 500 Gramm) = 31,13 Gramm